# Czara Eksekiasa
Czara Eksekiasa – starożytne greckie naczynie na wino, znajdujące się obecnie w zbiorach Staatliche Antikensammlungen w Monachium (sygnatura 2044).
Wykonane z gliny naczynie ma postać kyliksu o wysokości 13,6 cm i średnicy 30,5 cm. Posiada nóżkę i dwa boczne uchwyty. Zostało odnalezione na początku XIX wieku w Vulci podczas wykopalisk zleconych przez księcia Canino Lucjana Bonaparte. W 1841 roku zabytek został zakupiony na aukcji przez króla bawarskiego Ludwika I.
Naczynie datowane jest na ok. 550–525 p.n.e. Wykonane zostało przez attyckiego garncarza Eksekiasa, o czym zaświadcza wyryty na nóżce podpis artysty. Zdobione jest malowidłami w stylu czarnofigurowym. Zewnętrzną stronę kyliksu zdobi ornament w formie oczu. Wewnątrz naczynia umieszczono natomiast malowidło przedstawiające boga Dionizosa na statku otoczonym przez siedem delfinów, trzymającego w ręku róg z winem. Przedstawiona scena jest bezpośrednią ilustracją mitu znanego z jednego z Hymnów homeryckich: schwytany przez piratów bóg podczas podróży statkiem sprawił, że jego maszt zamienił się w wielki krzew winorośli. Następnie zaryczał niczym lew, a przestraszeni zbóje wskoczyli do wody, zamieniając się w delfiny.